# Lauren Hewitt
Lauren Hewitt (Warracknabeal, 25 november 1978) is een Australische oud-atlete, die gespecialiseerd was in de sprint. Ze werd in totaal achtmaal Australisch kampioene.

## Loopbaan
Haar eerste succes behaalde Hewitt in 1996 door een zilveren medaille te winnen op de 200 m tijdens de wereldkampioenschappen voor junioren in 23,32 s achter Sylviane Félix (goud) uit Frankrijk en voor Nora Ivanova (brons) uit Bulgarije.
In 1998 en 2002 won Lauren Hewitt op de Gemenebestspelen een bronzen medaille op de 200 m. In 1999 domineerde zij de Australische wedstrijden en ook internationaal speelde ze een belangrijke rol. Hewitt nam deel aan drie opeenvolgende Olympische Spelen. Samen met haar teamgenotes Tamsyn Lewis, Cathy Freeman en Jana Rawlinson won ze goud op de 4 x 400 m estafette op de Gemenebestspelen 2002 in Manchester. Vier jaar later werd ze op hetzelfde kampioenschap derde bij de 4 x 100 m.
Hewitt heeft ook meerdere malen deelgenomen aan de wereldkampioenschappen, voor het eerst in 1997 in Athene. Ze heeft bij deze kampioenschappen eenmaal de finale gehaald: in 1999 werd ze zevende op de 200 m.

## Titels
- Gemenebestkampioene 4 x 400 m estafette - 2002
- Australisch kampioene 100 m - 1999, 2001, 2002
- Australisch kampioene 200 m - 1999, 2001, 2002, 2004, 2005

## Persoonlijke records
| Onderdeel | Prestatie | Datum            | Plaats   |
| --------- | --------- | ---------------- | -------- |
| 100 m     | 11,28 s   | 21 augustus 1999 | Sevilla  |
| 200 m     | 22,52 s   | 15 januari 2000  | Canberra |
| 300 m     | 38,34 s   | 2 december 2006  | Geelong  |

## Palmares

### 100 m
- 1996:  Australische kamp. - 11,85 s
- 1996: 8e WJK - 11,55 s
- 1997:  Australische kamp. - 11,43 s
- 1998:  Australische kamp. - 11,68 s
- 1998: 7e Wereldbeker - 11,36 s
- 1999:  Australische kamp. - 11,48 s
- 2001:  Australische kamp. - 11,31 s
- 2002:  Australische kamp. - 11,40 s
- 2002: 9e Wereldbeker - 11,48 s
- 2004:  Australische kamp. - 11,45 s

### 200 m
- 1996:  Australische kamp. - 23,77 s
- 1996:  WJK - 23,32 s
- 1997:  Australische kamp. - 22,66 s
- 1998:  Australische kamp. - 23,01 s
- 1998:  Gemenebestspelen - 22,83 s
- 1999:  Australische kamp. - 23,08 s
- 1999: 7e WK - 22,53 s
- 2001:  Australische kamp. - 22,90 s
- 2001: 6e Grand Prix Finale - 23,88 s
- 2002:  Australische kamp. - 22,91 s
- 2002: 5e Wereldbeker - 23,30 s
- 2002:  Gemenebestspelen - 22,69 s
- 2004:  Australische kamp. - 23,09 s
- 2005:  Australische kamp. - 23,55 s
- 2006:  Australische kamp. - 23,48 s
- 2007:  Australische kamp. - 24,37 s

### 4 x 100 m
- 2006:  Gemenebestspelen - 44,25 s

### 4 x 400 m
- 2002:  Gemenebestspelen - 3.25,63